# Berry Hill (kulle i Antarktis)
Berry Hill är en kulle i Antarktis. Den ligger i Västantarktis. Argentina, Chile och Storbritannien gör anspråk på området. Toppen på Berry Hill är 370 meter över havet, eller 201 meter över den omgivande terrängen. Bredden vid basen är 1,6 km.
Terrängen runt Berry Hill är huvudsakligen kuperad, men åt sydost är den platt. Havet är nära Berry Hill åt nordost. Trakten är glest befolkad. Närmaste befolkade plats är Mendel Polar Station, 2,1 kilometer nordväst om Berry Hill. 